# Neibamastax divergentis
Neibamastax divergentis är en insektsart som först beskrevs av Perez-gelabert, Hierro, Dominici och D. Otte 1997.  Neibamastax divergentis ingår i släktet Neibamastax och familjen Episactidae. Inga underarter finns listade i Catalogue of Life.